# Stenovalva
Stenovalva é um gênero de traça pertencente à família Agonoxenidae.